# سد الحمام
سدّ الحَمَّام سد يقع قرب الساحل الشمالي الغربي لولاية نابل (الوطن القبلي) بالشمال الشرقي التونسي، قرب رأس الفرطاس وقرية المرناقية.